# Chersonisοs Άtho
Chersonisοs Άtho este o arie protejată (arie specială de conservare — SAC, sit de importanță comunitară — SCI) din Grecia întinsă pe o suprafață de 33.426,43 ha, integral pe uscat.

## Localizare
Centrul sitului Chersonisοs Άtho este situat la coordonatele 40°19′35″N 24°05′40″E / 40.326362°N 24.094561°E.

## Înființare
Situl Chersonisοs Άtho a fost declarat sit de importanță comunitară în octombrie 1999 pentru a proteja 3 specii de plante și 1 specie de animale. Situl a fost protejat și ca arie specială de conservare în martie 2011.

## Biodiversitate
Situată în ecoregiunea mediteraneană, aria protejată conține 20 de habitate naturale: Vegetație anuală la limita mareei, Pășuni mediteraneene udate de apa mării (Juncetalia maritimi), Matorral arborescenți cu Juniperus spp., Matorral arborescenți cu Laurus nobilis, Sarcopoterium spinosum phryganas, Pajiști alpine și subalpine calcaroase, Grohotișuri est-mediteraneene, Pante stâncoase calcaroase cu vegetație casmofită, Păduri de fag Luzulo-Fagetum, Păduri pe pante, grohotișuri și ravene de Tilio-Acerion, Păduri aluvionare cu Alnus glutinosa și Fraxinus excelsior (Alno-Padion, Alnion incanae, Salicion albae), Păduri de Castanea sativa, Păduri de fag elene cu Abies borisii-regis, Păduri de Quercus frainetto, Galerii și tufărișuri riverane sudice (Nerio-Tamaricetea și Securinegion tinctoriae), Păduri de Quercus brachyphylla din zona Mării Egee, Păduri de Quercus ilex și Quercus rotundifolia, Păduri de Quercus macrolepis, Păduri de pin (sub-) mediteraneene cu pini negri endemici, Păduri de pin mediteraneene cu pini mezogeni endemici.
La baza desemnării sitului se află mai multe specii protejate:
- plante (3): Centaurea immanuelis-loewii, Centaurea peucedanifolia, Silene orphanidis
- nevertebrate (1): Osmoderma eremita Complex

Pe lângă speciile protejate, pe teritoriul sitului au mai fost identificate 49 de specii de plante, 4 specii de mamifere.